# Mimesis

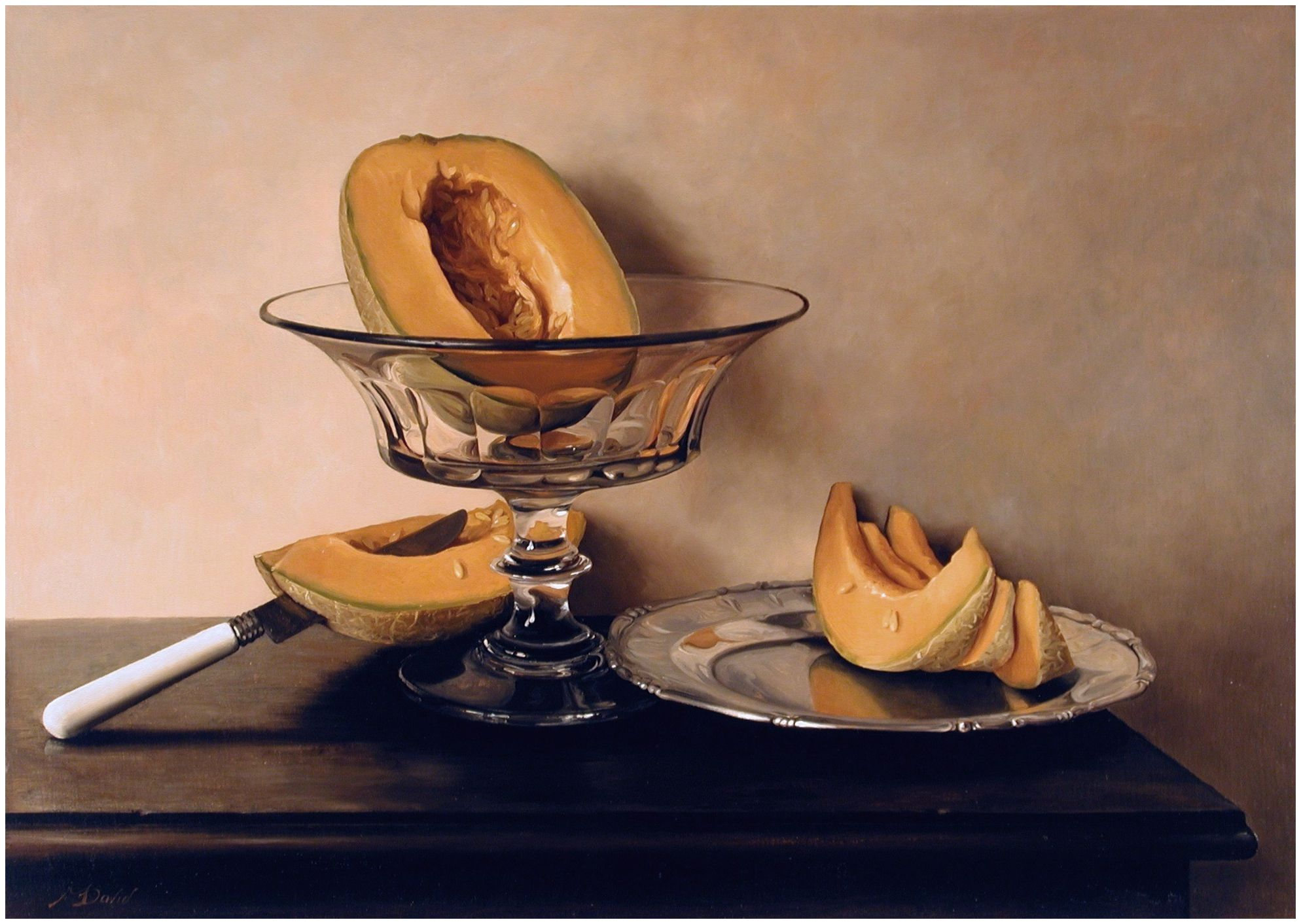
Mauro David, Kryształowe naczynie z melonami, 1999 r., obraz hiperrealistyczny

Mimesis (stgr. μίμησις – przedstawienie, imitacja, podobieństwo, reprezentacja, łac. imitatio) – termin wywodzący się z filozofii starożytnej, oznaczający rodzaj relacji podobieństwa czy działania opartego na naśladownictwie.
Znaczenie pojęcia ulegało w historii zmianom. Przede wszystkim odnoszono je do estetyki, ale niekiedy miało również znaczenie ontologiczne czy etyczne .

## Kwestie językowe
Mimesis jest słowem greckim, wywodzącym się od stgr. μιμεῖσθαι (mimeisthai – imitować), które z kolei utworzono od stgr. μῖμος (mimos – imitator, aktor). Łacińskim przekładem słowa jest imitatio. Popularność tego pojęcia w renesansowej łacinie spowodowała przejęcie go do wielu języków wernakularnych (wł. imitazione, fr. i ang. imitation). Język niemiecki i języki słowiańskie tworzyły własne odpowiedniki. W języku polskim słowo mimesis stosuje się nieprzełożone jako techniczny termin filozoficzny. Od niego tworzono też przymiotnik mimetyczny. W potocznej polszczyźnie używano słów pochodzących od łacińskiej imitatio (imitować, imitacja) lub takich słów jak przedstawienie.
W łacinie używane było również słowo mimesis na oznaczenie naśladownictwa czy naśladowania.

## Źródła religijne
Mimesis nie występuje ani u Homera, ani u Hezjoda. Uważa się, że pojawiło się w epoce późniejszej i związane było z misteriami dionizyjskimi. Odnoszono je (jak poświadczają Platon i Strabon) do tańca, śpiewów i wykonywania muzyki przez kapłana dionizyjskiego. Nie była to imitacja rzeczywistości zewnętrznej, lecz ekspresja rzeczywistości wewnętrznej. Również hymny delijskie i Pindar odnosiły mimesis do tańca.

## Filozofia starożytna
W V w. p.n.e. pojęcia mimesis zaczęto używać na gruncie filozofii. Poszczególni filozofowie różnili się co do tego, co jest imitowane i na czym polega oddawanie podobieństwa. Zwykle uznawano, że imituje się naturę (czyli rzeczywistość zewnętrzną), choć rozumiano ją w różny sposób. Obok znaczenia rytualistycznego (mimesis jako ekspresja) filozofia starożytna wykształciła 3 kolejne znaczenia terminu – autorstwa Demokryta (naśladowanie procesów naturalnych), Platona (kopiowanie natury) i Arystotelesa (tworzenie w oparciu o elementy natury).
Demokryt odnosił mimesis do rzemiosł, które odtwarzały sposób działania zwierząt (np. tkactwo odtwarzało pracę pająka, a murarstwo pracę jaskółki). Mimesis oznaczała więc naśladownictwo w formie działania.
Platon początkowo używał tego terminu w sposób luźny, dopiero wraz z rozwojem jego teorii idei znaczenie mimesis uległo zawężeniu (Państwo, ks. X). Oznaczał on relację pomiędzy ideami, traktowanymi jako modele czy paradygmaty, a rzeczami, traktowanymi jako odtwarzające je kopie . To odtwarzanie miało charakter pasywnego kopiowania (odzwierciedlało to współczesne Platonowi koncepcje artystyczne oparte na kopiowaniu natury). Przyjmowanie mimesis jako zasady sztuki oznaczało kopiowanie kopii, a więc odchodzeniem od prawdziwej rzeczywistości. Dzieła sztuki były trzecim stopniem oddalenia od prawdy, stąd Platon oceniał je (wraz z całymi dziedzinami sztuki) negatywnie .
Najbardziej wpływowa okazała się koncepcja Arystotelesa, która odnoszona była do wszystkich rodzajów sztuki (malarstwo, rzeźba, teatr, muzyka, literatura). Wszystkie te rodzaje sztuk miały odtwarzać rzeczywistość, ale nie poprzez jej bierne kopiowanie, ale poprzez uzewnętrznienie istoty zjawisk, tego co jest w nich ogólne, typowe i istotne. Dla Arystotelesa mimesis dotyczyć miała w pierwszym rzędzie odzwierciedlania ludzkich działań.
Ponieważ dla Platona mimesis jako zasada sztuki była odtwarzaniem rzeczy, które już same w sobie są kopiami idei, była oceniana negatywnie, jako zubażanie i oddalanie od źródła rzeczywistości . Z kolei dla Arystotelesa mimesis w poetyce była odzwierciedleniem nie samej rzeczy, co jej istoty, a więc stwarzaniem na nowo tego, co rzeczywiste, w oparciu o możliwość i prawdopodobieństwo. Mimesis oznaczała więc wzbogacanie treści .
W rozwoju historycznym znaczenia rytualne i demokrytejskie popadły w zapomnienie. Kolejni autorzy odwoływali się do koncepcji Platona i Arystotelesa, często dokonując ich reinterpretacji, a niekiedy syntezy.
Wszystkie te koncepcje opierały się na charakterystycznym dla starożytnej Grecji przekonaniu, że natura (rozumiana często nie jako obserwowalna rzeczywistość, ale natura metafizyczna) jest doskonała, a ludzki umysł może ją jedynie pasywnie pojmować i odtwarzać. W epoce hellenistycznej i w starożytnym Rzymie koncepcja mimesis (łac. imitatio) przestała być traktowana jako naczelna idea sztuki. Przeciwstawiano ją szeregu innych pojęć, często cenionych wyżej, np. prawdzie (Cyceron, O mówcy, II, 57, 215), wyobraźni (Maksymos z Tyru, Pseudo-Longinos), wolności twórczej (Horacy, Lukian z Samosat), inspiracji czy inwencji (Lukian, Kalistrat). Sztuka mimetyczna była więc traktowana jako pośledniejsza, pasywna i mniej wartościowa.
Jeszcze inne znaczenie mimesis ukształtowało się w ramach retoryki. Dionizjusz z Halikarnasu (I w.p.n.w.) jako mimesis rozumiał naśladowanie (a także adaptowanie, przetwarzanie, wzbogacanie) dzieł innych autorów. Koncepcja ta spopularyzowała się w rzymskiej retoryce jako imitatio, przeciwstawiane arystotelejskiej mimesis natury.

## Wczesne chrześcijaństwo i filozofia średniowieczna
Wraz z chrześcijaństwem, upowszechniało się rozróżnienie na rzeczywistość postrzeganą zmysłowo i rzeczywistość głębszą, ponadzmysłową, związaną ze zbawieniem. Wczesnochrześcijańscy myśliciele (tacy jak Dionizjusz Areopagita i Augustyn z Hippony) wskazywali, że sztuka powinna odzwierciedlać właśnie rzeczywistość ponadzmysłową. Może to robić skupiając się na śladach jakie w rzeczywistości zmysłowej pozostawia rzeczywistość głęboka, a odpowiedniejszą drogą aniżeli mimesis jest przedstawienie symboliczne. To stanowisko (przyjęte także przez scholastyków) spychało mimesis na margines. Zwykłe przedstawianie było traktowane jako „małpowanie prawdy” (Alan z Lille).
Niektórzy myśliciele chrześcijańscy uznawali jednak, że jakiekolwiek przedstawianie rzeczywistości jest zakazane. Tezy takie głosił Tertulian (De spectaculis, XXIII), a za nim ikonoklaści. Ikonoklazm w VIII w. w Bizancjum skierowany był przeciwko kultowi obrazów, a u swoich podstaw miał odrzucenie sztuki mimetycznej. Tendencje ikonoklastyczne wracały kilkukrotnie w historii chrześcijaństwa, m.in. podczas reformacji.

## Nowożytność
Renesans odkrył na nowo mimesis jako wiodącą zasadę sztuki. Od XIV w. uznawano ją za podstawę sztuk plastycznych, a wierne imitowanie natury było traktowane jako źródło piękna i wartości dzieła. Teorie dotyczące mimesis zaczęto rozwijać od połowy XVI w., kiedy to Poetyka Arystotelesa zaczęła się cieszyć powszechnym uznaniem. Początkowo rozwijali ją Włosi (Filippo Sassetti), a następnie Niemcy (Albrecht Dürer) i Francuzi (Nicolas Poussin). Jeszcze długo po renesansie włoskie koncepcje estetyczne były dominujące lub bardzo wpływowe w tych krajach. Ten okres w którym mimesis (częściej jako łac. imitatio) była uznawana za wiodącą zasadę sztuki liczył około trzech stuleci.
W okresie tym mieszały się trzy znaczenia imitatio: w sensie platońskim, arystotelejskim i jako wierne kopiowanie rzeczywistości. Pojawiały się także prace rozwijające i analizujące to pojęcie. W szczególności, wskazywano, że sztuka powinna imitować jedynie niektóre aspekty rzeczywistości, lub dokonywać tego w pewien sposób. Zdaniem niektórych autorów imitowanie rzeczywistości miało być dobre (Giovanni Battista Guarini), artystyczne (Benedetto Varchi),  piękne (Leone Battista Alberti), fantazyjne (Gregorio Comanini), oryginalne (Jacques Pelletier du Mans). Idąc drogą Arystotelesa, autorzy wskazywali, że sztuka nie powinna odzwierciedlać rzeczywistości widzialnej, lecz prawa natury (Alberti, Joseph Justus Scaliger) lub taką rzeczywistość, jaka ona być może i być powinna (Maciej Kazimierz Sarbiewski).
M.in. francuski klasycyzm opierał się na zdaniu, że sztuka (zarówno sztuki wizualne, jak i literatura) nie powinna naśladować rzeczywistości w stanie surowym, lecz dokonywać wyboru i poprawienia. Imitacja oznaczała więc działalność twórczą, w której artysta dekodował rzeczywistość, by wyciągnąć z niej istotne elementy i piękno, odzwierciedlone następnie w dziele.
Wraz z końcem renesansu, dominacja mimesis jako zasady sztuki zaczęła ustępować, choć jeszcze długo pozostawała ona istotna. Niektórzy autorzy wskazywali, że imitacja jest zbyt trudna dla sztuki, odzwierciedlenie nie jest bowiem nigdy w stanie dorównać rzeczywistości. Większość autorów zaczęła odchodzić od mimesis z innych powodów. Wskazywano, że skłania ona do pasywności i jest działalnością mniejszej wagi. Stopniowo, zaczęto wyżej cenić inne zasady: inwencję (inventio). Wskazywano, że sztuka może tworzyć doskonalsze, piękniejsze, czy mądrzejsze  od natury, przedstawiać to, co w naturze nie istnieje, przekraczać ją (Marsilio Ficino, Michał Anioł, Giorgio Vasari).
W XV w. ukształtował się też nurt, w którym mimesis odnoszone było do imitowania dzieł starożytnych. Nurt ten osiągnął apogeum w wieku XVII w akademizmie. Było to zupełnie inne znaczenie terminu: sztuka (sztuki piękne, poezja, teatr) powinny imitować to, w jaki sposób starożytni mistrzowie imitowali rzeczywistość. Starożytność była więc ideałem, który podlegał wiernemu odzwierciedleniu, np. dla rzeźbiarzy wzorem był Apollo Belwederski, a dla pisarzy twórczość Cycerona. Ten rodzaj mimesis rozkwitł w XVIII w. wraz z rozwojem wiedzy o starożytności: odkryciami Herkulanum (1738) i Pompejów oraz pracami starożytników (np. Johanna Joachima Winckelmanna) oraz artystów klasycystycznych (Anton Raphael Mengs, Antonio Canova, Bertel Thorvaldsen).

## Współczesność
W XIX wieku imitacja szybko straciła swój status naczelnej zasady sztuki. Stało się to przede wszystkim poprzez odejście od akademizmu, opierającym się na nowożytnym znaczeniu mimesis (kopiowanie starożytnych). Imitacja zaczęła nabierać pejoratywnych znaczeń, jako coś nieautentycznego czy fałszywego. Sztuki skupiające się na odzwierciedleniu rzeczywistości nie odwoływały się do terminów mimesis czy imitatio, ale zaczęły używać nazw realizm i naturalizm (Jules Champfleury, Émile Zola, Gustave Courbet). Naturalizm w sztuce był kontynuacją starszych niż akademizm teorii mimetycznych, ale wypracował własną koncepcję odtwarzania. Sztuka nie miała kopiować rzeczywistości, lecz na podobieństwo nauki, badać ją.
Sztuka i literatura XX wieku radykalnie odeszła od mimesis jako naczelnej zasady. Wiele nurtów wprost odrzucało reprezentację rzeczywistości jako cel (rozwój sztuki abstrakcyjnej, dadaizm), lub kontynuowało (nie zawsze świadomie) zarzucone już w starożytności znaczenia mimesis (odzwierciedlenie wewnętrznych stanów artysty lub jako naśladownictwo procesów naturalnych). Rola mimesis nadal jest jednak dyskutowana. Susan Sontag odwoływała się do platońskiej koncepcji w swoim eseju o fotografii, nazywając ją „najbardziej realistyczną, a przeto najłatwiejszą spośród sztuk mimetycznych”.
Koncepcją mimesis na powrót zaczęli się interesować teoretycy. Rozwój badań nad starożytnością pozwolił odtworzyć starożytne znaczenie pojęcia mimesis i zwrócić uwagę na odmienność sposobu prezentowania rzeczywistości w zestawieniu ze współczesnością. Szczególnie wpływowa była praca Ericha Auerbacha Mimesis. Rzeczywistość przedstawiona w literaturze Zachodu (1946) . W estetyce, tematyka została włączona w szerszy problem reprezentacji w sztuce . W pracy Sztuka i złudzenie (1960) Ernst Gombrich pokazał w jaki sposób treść przedstawień obrazowych kształtowana jest za pomocą ludzkiego aparatu i procesu postrzegania. Skupienie się na tym aspekcie przedstawienia podważało wiele założeń teoretyków mimesis, przede wszystkim bierność odbiorcy dzieła.